# Nílson Andrè
Nílson André (ur. 30 czerwca 1986 w Duque de Caxias) – brazylijski lekkoatleta specjalizujący się w biegach sprinterskich, olimpijczyk z Londynu.
W 2003 zajął szóste miejsce w biegu na 100 metrów oraz odpadł w półfinale biegu na 200 metrów podczas mistrzostw świata juniorów młodszych. Zdobywał medale młodzieżowych mistrzostw Ameryki Południowej w sezonach 2006 i 2008. Wraz z kolegami z reprezentacyjnej sztafety triumfował w południowoamerykańskim czempionacie w São Paulo (2007) w biegu rozstawnym 4 x 100 metrów. W 2009 zdobył w sztafecie złoto wojskowych mistrzostw świata, a w 2010 dwukrotnie (w biegach na 100 i 200 metrów) stawał na najwyższym stopniu podium mistrzostw ibero-amerykańskich. Wygrał bieg sprinterski na 100 metrów oraz sztafetę 4 x 100 metrów na mistrzostwach Ameryki Południowej w 2011. W roku 2011 zdobył indywidualnie brązowy medal w biegu na 100 m podczas igrzysk wojska, a także sięgnął po złoto igrzysk panamerykańskich w sztafecie 4 x 100 metrów.
Rekordy życiowe: bieg na 100 metrów – 10,18 (22 maja 2011, São Paulo); bieg na 200 metrów – 20,41 (23 maja 2010, Rio de Janeiro).